# Зайди, зайди, ясно слънце
Зайди, зайди, ясно слънце (популярна също в различни диалектни форми, като Зайди, зайди, ясно сонце) e популярна българска народна песен. Песента се пее под различни варианти и в други балкански държави като Северна Македония, Сърбия, Босна и Херцеговина и др.
Песента може да бъде чута в изпълнение на много певци, включително Цеца Ражнатович, Гуна Иванова, Николина Чакърдъкова, Даниел Спасов, Поли Паскова, Тоше Проески, Роза Цветкова, Александър Сариевски, Илия Аргиров, Ива Давидова, Шериф Коневич, Харис Джинович, Роси Пандова, Каролина Гочева, Весна Петкович и много други.

## Произход на текста и съвременната версия на песента
Мелодията на песента е възникнала вероятно през XVI – XVII век. Преди Освобождението на България от османска власт на основата на тази мелодия се пеят няколко градски и кръчмарски песни с различни текстове, както и народната песен „Булка върви, булка върви из гора зелена. Като върви, като върви жално плаче“.
Текстът на съвременната версия на песента се среща в сборника от народни (или авторски) песни и стихотворения „Нова песнопойка“, съставен от Любен Каравелов и публикуван от редакцията на в. „Знание“ още през 1878 г. във Велико Търново. Първият стих е взет от стихотворението „Сбирайте са, моми, булки (На Васил Левски)“, а вторият и третият – от народната песен „Булка върви из гора зелена“.
В Северна Македония съвременната версия на песента е аранжирана от композитора и изпълнителя на народни песни Александър Сариевски, което често води до противоречия за произхода на песента. Той казва следното:
| „ | Песента „Зайди, зайди, ясно сонце“ беше създадена по примера на народната „Черней горо, черней сестро“. Слушайки и пеейки понякога тази песен, в мен възникна идеята да направя нещо подобно по съдържание, но със съвсем друга мелодия. Така, леко изпях песента, която много бързо стана популярна навсякъде, където я пеех. Тази песен за мен означава много, защото я приеха много хора, които се занимават с народна музика, но преди всичко с най-голямо значение биши, че я прие народът. Винаги когато някъде я изпълнявах, мисля че всеки присъстващ очакваше да изпея тази песен. | “ |

## Текст на песента
| съвр. вариант на текста      | текст на оригиналните стихове от Любен Каравелов | източник                                                                         |
| ---------------------------- | ------------------------------------------------ | -------------------------------------------------------------------------------- |
| Зайди, зайди, ясно слънце,   | „Слънце ярко, слънце светло,                     | трети стих от стихотворението „Сбирайте са, моми, булки“ (или „На Васил Левски“) |
| Зайди, помрачи се,           | зайди, помрачи се;                               |                                                                                  |
| И ти, ясна месечинко,        | а ти, ясна месечинко,                            |                                                                                  |
| Зайди, удави се.             | бягай, удави се!...“                             |                                                                                  |
|                              |                                                  |                                                                                  |
| Плачи, горо, плачи, сестро,  | „Черней, горо, черней, сестро,                   | четвърти и пети ред на народната песен „Булка върви из гора зелена“              |
| Двете да заплачем,           | двама да чернейме,                               |                                                                                  |
| Ти за твоите листя, горо,    | ти за твойте листи, горо,                        |                                                                                  |
| Аз за мойта младост.         | аз за първо либе...“                             |                                                                                  |
|                              |                                                  |                                                                                  |
| Твоите листя, горо сестро,   | „...твойте листи, горо-ле сестро,                | шестнадесети и седемнадесети ред на народната песен „Булка върви из гора зелена“ |
| Пак ще се завърнат,          | пак щът да покарат,                              |                                                                                  |
| мойта младост, горо, сестро, | мойта младост, горо-ле сестро                    |                                                                                  |
| Няма да се върне.            | не ще се повърне.“                               |                                                                                  |

## Песента в поп културата
През 2007 г. възниква полемика около песента „Message For The Queen“ от саундтрака на филма „300“ и песента „Зайди, зайди, ясно слънце“. Композиторът Тейлър Бейтс e обвинен в плагиатство, защото мелодията на неговото изпълнение е до голяма степен идентична с тази на народната песен. Македонската преса стартира кампания срещу Бейтс и се опита да лансира песента като авторска песен на Александър Сариевски. Тейлър Бейтс отговори впоследствие в отворено електронно писмо, че е използвал като основа на композицията си традиционни български изпълнения на „Зайди, зайди, ясно слънце“.
Песента може да бъде чута и във видео играта Battlefield 1 под арабски вариант, при завършване на главната история.